# 모아시르 페레이라
모아시르 페레이라(포르투갈어: Moacir Pereira, 1960년 1월 1일 ~ )는 브라질 출신의 축구 감독이다. 2011년 11월 2일 대구 FC의 제 4대 감독으로 선임되었다.

## 축구인 경력

### 지도자 경력
1997년 빌라 노바의 감독으로 부임하며 지도자 경력 중 첫 감독직을 수행하게 되었다. 이후 2002년 크루제이루의 수석 코치로 부임하였으며 플라멩구, 보타포구 등 브라질의 여러 명문 클럽에서 코치 생활을 이어갔다.
2010년 브라질 U-20 대표팀과 U-23 대표팀에서 수석 코치 직을 수행하였다.
2012년 K리그 팀 대구 FC의 감독으로 부임하여 한 시즌 동안 팀을 잘 이끌었다는 평가를 받았으나, 스플릿 시스템에서 상위 스플릿에 들지 못한 점을 지적받았고 연봉 문제와 넉넉하지 않은 구단의 재정 문제로 재계약하지 못한 채 팀을 떠났다.